# ۶۰۷ (خورشیدی)
۶۰۷ ششصد و هفتمین سال هجری خورشیدی است.